# Петропавловка (Мелеузовский район)
Петропавловка (баш. Петропавловка) — деревня в Мелеузовском районе Республики Башкортостан Российской Федерации. Входит в состав Денисовского сельсовета. 

## География

### Географическое положение
Расстояние до:
- районного центра (Мелеуз): 22 км,
- центра сельсовета (Богородское): 15 км,
- ближайшей ж/д станции (Мелеуз): 22 км.

## История
До 2008 года деревня входила в состав Саитовского сельсовета.

## Население
| 2002 | 2009 | 2010 |
| ---- | ---- | ---- |
| 279  | ↘222 | ↘209 |

Национальный состав
Согласно переписи 2002 года, преобладающая национальность — русские (62 %).